# Pseudbarydia
Pseudbarydia là một chi bướm đêm thuộc họ Erebidae.